# نيلسون بينيتيز
نيلسون بينيتيز (بالإسبانية: Nelson Benítez)‏ هو لاعب كرة قدم أرجنتيني في مركز الدفاع، ولد في 24 مايو 1984 في قرطبة في الأرجنتين. لعب مع أتليتيكو رافائيلا وأوليمبيا أسونسيون وإستوديانتيس دي لا بلاتا وتاليريس كوردوبا وخميناسيا خوخوي ونادي بورتو ونادي سان لورينزو ونادي لانوس ونادي ليتشويس.

## وصلات خارجية
- نيلسون بينيتيز على موقع قاعدة بيانات كرة القدم.إي يو (الإنجليزية)
- نيلسون بينيتيز على موقع Soccerway.com (الإنجليزية)